# Батабано
Батабано́ (исп. Golfo de Batabanó) — залив у юго-восточного побережья Кубы, отделяющий остров Куба от острова Хувентуд (остров).
Северной границей залива является юго-западное побережье Кубы (провинции Пинар-дель-Рио, Гавана, и Матансас, протяжённостью около 130 км, оканчивающееся полуостровом Сапата. Залив простирается к югу до острова Хувентуд (приблизительно на 80 км). Глубина залива не превышает 61 м. В заливе располагается архипелаг из приблизительно 350 небольших островов и островков, называемый Лос-Канарреос. На севере находится небольшая бухта Броа.
Залив Батабано является одним из центров кубинской рыбной ловли.